# Новосельский сельский совет (Черноморский район)
Новосе́ловский се́льский сове́т (укр. Новосільська сільська рада, крымскотат. Novoselskoye köy şurası) — административно-территориальная единица в составе Черноморского района АР Крым, Украины.
Население по переписи 2001 года — 2761 человек.
К 2014 году состоял из 2 сёл:
- Артёмовка
- Новосельское

## История
Видимо, в 1959 году, в Крымской области УССР в СССР, был образован Новосельский сельсовет, когда Новосельскому был присвоен статус села. На 15 июня 1960 года в составе совета числились населённые пункты:
- Артёмовка,
- Кузнецкое,
- Каракулевка,
- Новосельское

К 1968 году ликвидирована Каракулевка, в 1973 году был образован Краснополянский сельсовет, куда отошло Кузнецкое.
С 12 февраля 1991 года сельсовет в восстановленной Крымской АССР, 26 февраля 1992 года переименованной в Автономную Республику Крым. С 21 марта 2014 года в составе Крыма аннексирован Россией. Законом «Об установлении границ муниципальных образований и статусе муниципальных образований в Республике Крым» от 4 июня 2014 года территория административной единицы была объявлена муниципальным образованием со статусом сельского поселения.